# Konakbeyi, Patnos
Konakbeyi là một xã thuộc huyện Patnos, tỉnh Ağrı, Thổ Nhĩ Kỳ. Dân số thời điểm năm 2011 là 825 người.